# Тибрська республіка
Тибрська республіка (італ. Repubblica Tiberina) — короткочасна італійська держава періоду Наполеонівських війн.
Республіка була проголошена 4 лютого 1798 року в захопленому французькими військами місті Перуджа. Назва республіки походить від назви річки Тибр. Главою держави був консул, як прапор використовувався французький.
7 березня 1798 року Тибрська республіка увійшла до складу Римської республіки.